# ウルトラトレイル・マウントフジ
ウルトラトレイル・マウントフジ (ULTRA-TRAIL Mt.FUJI) は、2012年から始まった、山梨県・静岡県をまたいで開催されているトレイルランニングのウルトラマラソンレース。
総距離はおよそ100マイル、累積標高差は約8,000m、制限時間は46時間。
日本・アジアで最初に設置された100マイルレースであり、国内・アジア地域の100マイルレースにおける草分け的存在である。
2014年大会よりウルトラトレイル・ワールドツアーの1つ。
ウルトラトレイル・デュ・モンブラン (UTMB) の姉妹大会。2023年1月6日、UTMB Groupからの「UTMF」に対する商標登録意義申し立てにより、この名称の利用を全面的に中止し、従来「UTMF」と呼んでいた100マイルレースは「FUJI」に名称変更されている。
名誉実行委員長に三浦雄一郎。実行委員会会長は鏑木毅。

## コース
コースの特徴は、富士山を中心としたコース設計にある。
第一回大会から第五回大会までは富士山を一周するコースレイアウトであったが、第六回大会以降は、富士山を中心として四分の三程度のエリアを走るコースレイアウトとなった。
出走エントリーのためにはITRA認定のトレイルレースで、規定期間中に一定数以上のポイントを獲得する必要がある。

### 同時開催の姉妹レースについて
第一回大会から第六回大会までは、姉妹レース"STY"が、第八回大会からは "KAI" が同時開催されている。STY は距離100km弱、KAI は距離70km弱の設定。

## 大会結果

### 2012年（第1回）
2012年（第1回）は2012年5月18日から5月20日に掛けて開催された。
UTMFは852人が出走し、611人が制限時間内に完走（完走率 71.7%）。
STYは1177人が出走し、991人が制限時間内に完走した（完走率84.1%）。
リザルトは以下の通り。
男性 168km
1. Julien Chorier, フランス, 18:53:12
2. Adam Campbell, カナダ, 19:26:29
3. 山本　健一, 日本, 21:15:02

女性 168km
1. Nerea Martinez Urruzola, スペイン, 24:05:04
2. 鈴木　博子, 日本, 27:16:32
3. Nora Senn, 香港, 28:31:57

### 2013年（第2回）
2013年（第2回）は2013年4月26日から4月28日に掛けて開催された。
UTMFは991人が出走し、726人が制限時間内に完走（完走率73.2%）。
STYは937人が出走し、864人が制限時間内に完走した（完走率92.2%）。
参加者は40カ国以上であった。
リザルトは以下の通り。
男性 168km 
1. 原　良和, 日本, 19:39:48
2. Julien Chorier, フランス, 19:48:28
3. Sebastien Chaigneau, フランス, 19:50:13

女性 168km
1. Kristin Moehl, 米国, 24:35:45
2. Shona Stephenson, オーストラリア, 25:56:53
3. 小川　比登美, 日本, 26:15:25

### 2014年（第3回）
2014年（第3回）は2014年4月25日から4月27日に掛けて開催された。
UTMFは1422人が出走し849人が制限時間内に完走（完走率 59.7%）。
STYは968人が出走し691人が制限時間内に完走した（完走率 71.3%）。
2014年大会より、ウルトラトレイル・ワールドツアーの1つとなったことにより、海外選手が約400名になり、上位勢も外国人が増えた。
リザルトは以下の通り。
男性 169km
1. Francois Dhaene, フランス, 19:09:03
2. Ryan Nicholas Sandes, 南アフリカ, 20:18:59
3. Mike Adam Foote, 米国, 20:54:16

女性 169km
1. Nuria Picas, スペイン, 23:27:34
2. Fernanda Maciel, ブラジル, 23:46:24
3. Maria Semerjian, フランス, 27:16:13

### 2015年（第4回）
2015年（第4回）は2015年9月25日から9月27日に掛けて開催された。初の秋期大会となり、降雨に見舞われた。
総距離168.6km、累積標高8,337ｍD+、コースは富士河口湖町 大池公園をスタートし、反時計回りの一周で計画された。
UTMFは1363人が出走し完走率41.5%、STYは976人が出走し完走率87.7%であった。

### 2016年（第5回）
2016年（第5回）は2016年9月23日から9月25日に掛けて開催された。昨年以上の激しい降雨に見舞われた。
総距離167km、累積標高8,073mD+、コースは富士河口湖町 大池公園をスタートし、反時計回りでの一周で計画された。
STYは総距離71km、累積標高3,613mD+、コースは富士山こどもの国をスタートし、反時計回り。ゴールは大池公園で計画された。
前大会以上の悪天候となったため、UTMFはコースを「A3麓」までの49kmに短縮、STYは途中中止となった。
UTMFは1384人が出走し1343人が制限時間内に完走（完走率97.0%）。STYは969人が出走した。

### 2017年（開催なし）
秋期開催となった第4回・第5回が連続して降雨に見舞われたこと、第六回に至ってはUTMFはコース短縮、STYは途中中止となった事態、更に、雨天実施レースとなったことでの、自然環境への悪影響を総合的に踏まえて、実行委員会は「次大会から実施時期は春期に戻す」という苦渋の意志決定を下した。
また、第七回大会については、意志決定タイミング時にはすでに春期開催の準備・調整不足であったため、最終的に2017年（第七回）大会は開催見送りとなった。

### 2018年（第6回）
2018年（第6回）は、2018年4月27日から4月29日に掛けて、晴天の下で開催された。
UTMFは総距離168km、累積標高約8,100m。コースは静岡県富士市 富士山こどもの国をスタートし、山梨県富士河口湖町 大池公園をゴールとする、時計回りコース（途中から折り返し）。なお、本大会からは富士山を中心とした一周コースではなく、スタート地点とゴール地点を変えるコース設定となった。
STYは総距離92km、累積標高約4,100m。コースはUTMFと同じく富士山こどもの国をスタートし、山梨県富士河口湖町 大池公園をゴールとする、時計回りコース。UTMFの後半コースがカットされたコースとなる。
UTMFは1580人（男子1316人、女子264人）がエントリー、1480人（男子1230人、女子250人）が出走。完走率 72.8%。なお、日本からのエントリーは76.1%であった。
STYは1104人（男子873人、女子231人）がエントリー、994人（男子785人、女子209人）が出走。完走率58.6%。

### 2019年（第7回）
2019年（第7回）は、2019年4月26日から4月28日に掛けて開催を予定していたが、4月27日15時頃、杓子山付近の夜間の天候悪化懸念から、急遽短縮コースが設定された。
- 前大会まで同時開催されていた姉妹レースのSTYは廃止となり、UTMFに一本化され、UTMF参加定員数は過去最大の2,400人となった。
- 総距離165km、累積標高7,942m。コースは静岡県富士市 富士山こどもの国をスタート地点として、山梨県富士河口湖町の大池公園をゴールとする、時計回り（途中から折り返し）のワンウェイコース[20]。2018年大会のコース取りを踏襲しつつ、若干の変更が行われた[21]。

短縮コース設定後の完走認定条件は、「A5勝山エイドに4月27日 12:50までに到着した全てのランナー」となった。なお、12:50はA5勝山エイドの関門IN制限時間。
設定されたコースは次の6つで、リザルトも各設定コースごとに作成される。
- MF_KATSUYAMA95k - スタート地点富士山こどもの国から、A5勝山エイドまでの95kmのコース
- MF_OSHINO114k - 同、A6忍野エイドまでの114kmのコース
- MF_YAMANAKAKO127k - 同、A7山名湖きららエイドまでの127kmのコース
- MF_NIJYUMAGARI140k - 同、A8二十曲峠エイドまでの140kmのコース
- MF_FUJIYOSHIDA154k - 同、A9富士吉田エイドまでの154kmのコース
- ウルトラトレイル・マウントフジ（UTMF） - 当初予定の大池公園までのコース

### 2020年
2020年大会は、2020年4月24日（金）から4月26日（日）に掛けて開催を予定していたが、新型コロナウィルスの影響を受けて、2020年3月24日に中止が発表された。初のウェーブスタートが採用される予定であった。

### 2021年
2021年大会は、2021年4月23日（金）から4月25日（日）に掛けて開催を予定していた。新型コロナウィルスの影響を受けて、次の感染防止対策が講じられた。
- 招待選手を含め、国内在住者のみ参加可能
- スタート地点での着替え場所の撤廃、仮眠施設を7箇所から3箇所に削減
- 応援の自粛、応援者のエイド立ち入り禁止、サポート行為の禁止

また本大会からは、これまで男女差があった総合入賞差数を、どちらも10位までとする予定であった。
しかしながら、2021年3月17日に中止が発表された。

### 2022年（第8回）
2022年大会は2022年4月22日（金）から4月24日（日）に掛けて開催された。3年振りの開催となった。
UTMFは1808人（男子1579人、女子229人）が出走し、1470人（男子1273人、女子197人）が完走（完走率 81.3%）。
KAI69kは489人（男子398人、女子91人）が出走し、419人が（男子334人、女子85人）が完走（完走率 85.7%）。
悪天のため、UTMF では天子山地を迂回するコース設定となった。

### 2023年（第9回）
2023年大会は2023年4月21日（金）から4月23日（日）に掛けて開催された。
FUJI 164.7km（累積標高6,451m）に2,387名、KAI 68.4km（累積標高3,064m）に807名が出走した。
FUJI は静岡県富士市 富士山こどもの国をスタート地点、KAI は富士急ハイランド コニファーフォレストをスタート地点とし、両種目とも富士急ハイランド コニファーフォレストをゴール地点とするコース設定。FUJI については、昨年度と異なり天子山地迂回などの短縮なしで実施された。
（結果）
- FUJI男子優勝 JIAJU ZHAO
- FUJI女子優勝 FUZHAO XIANG
- KAI男子優勝　田村健人
- KAI女子優勝相原千尋

## 参照
1. 1 2  ULTRA-TRAIL Mt.FUJI【UTMF・STY】 - RUNNET ランネット・大会ガイド&エントリー
2. ↑  富士市 | ウルトラトレイル・マウントフジ(UTMF)
3. ↑  Ultra-Trail Mt. Fuji website About UTMF
4. ↑  Ultra-Trail® World Tourに選出されました！！ | NEWS & INFORMATION | ULTRA-TRAIL Mt.FUJI
5. ↑  ULTRA-TRAIL Mt.FUJI ウルトラトレイル・マウントフジ | レースレポート | トレイルランニング情報サイト - トレラン王国
6. ↑  “100マイルカテゴリー種目名の変更について 〜「UTMF」から「FUJI」にレース名を変更〜｜NEWS & INFORMATION｜ULTRA-TRAIL Mt.FUJI”. www.ultratrailmtfuji.com. 2023年1月7日閲覧。
7. ↑  UTMF RACE COMMITTEE | ABOUT UTMF | ULTRA-TRAIL Mt.FUJI
8. ↑  http://www.ultratrailmtfuji.com/images/about/result/pdf/2012/result_utmf_men.pdf
9. ↑  http://www.ultratrailmtfuji.com/images/about/result/pdf/2012/result_utmf_women.pdf
10. ↑  （４）ウルトラトレイル・マウントフジ : 企画・連載 : ランニング : YOMIURI ONLINE（読売新聞）
11. ↑  http://www.ultratrailmtfuji.com/images/about/result/pdf/2013/result_utmf_men.pdf
12. ↑  http://www.ultratrailmtfuji.com/images/about/result/pdf/2013/result_utmf_women.pdf
13. ↑  「ウルトラトレイル・マウントフジ」は海外選手が過去最高 国際色豊かな大会へ | EVENT | LIFE | WWD JAPAN.COM
14. ↑  “2015 RESULTS”. www.ultratrailmtfuji.com. 2018年4月16日閲覧。
15. ↑  “2016 RESULTS”. www.ultratrailmtfuji.com. 2018年4月16日閲覧。
16. ↑  “UTMF 2018 cource map”. www.ultratrailmtfuji.com. 2018年4月16日閲覧。
17. ↑  “UTMF 2018 cource map”. www.ultratrailmtfuji.com. 2018年4月16日閲覧。
18. ↑  “ULTRA-TRAIL Mt.FUJI”. ULTRA-TRAIL Mt.FUJI. 2019年4月10日閲覧。
19. ↑  “ウルトラトレイル・マウントフジ Ultra-Trail Mt. Fuji 2018 リザルト”. DogsorCaravan トレイルランニング・スカイランニングのオンラインメディア (2018年5月2日). 2019年4月10日閲覧。
20. ↑  “UTMF 2019 cource map”. www.ultratrailmtfuji.com. 2019年3月13日閲覧。
21. ↑  “UTMF 2019 コースマップ変更点”. www.ultratrailmtfuji.com. 2019年3月13日閲覧。
22. ↑  “ウルトラトレイル・マウントフジ2020の開催中止について”. www.ultratrailmtfuji.com. 2021年3月21日閲覧。
23. ↑  “ウルトラトレイル・マウントフジ2021の開催中止について”. www.ultratrailmtfuji.com. 2021年3月21日閲覧。